# Stefan Andres

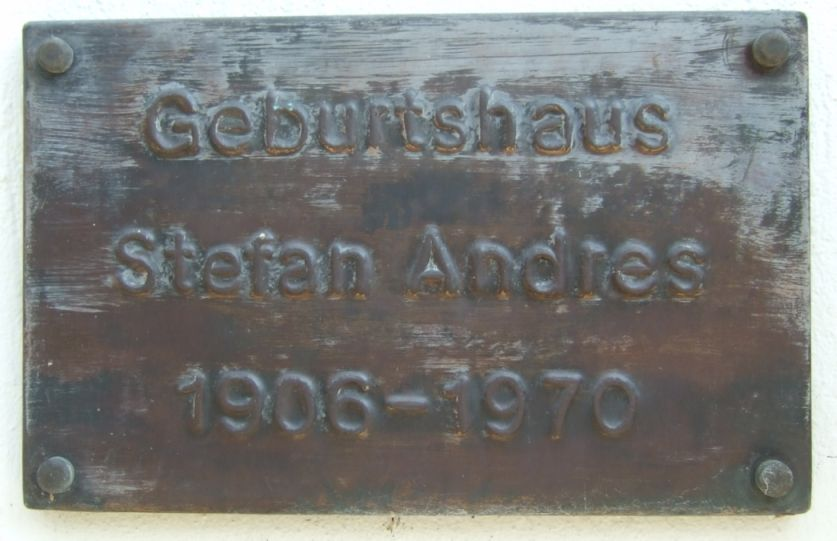
Gedenktafel an Stefan Andres’ Geburtshaus

Stefan Paul Andres (* 26. Juni 1906 in Trittenheim, Ortsteil Dhrönchen; † 29. Juni 1970 in Rom) war ein deutscher Schriftsteller. Andres, Mitglied des Bamberger Dichterkreises, war in den 1950er und 1960er Jahren einer der meistgelesenen deutschen Autoren. Seine bekanntesten Werke sind die Novellen El Greco malt den Großinquisitor (1936) und Wir sind Utopia (1942).

## Leben

### Jugend und Studium

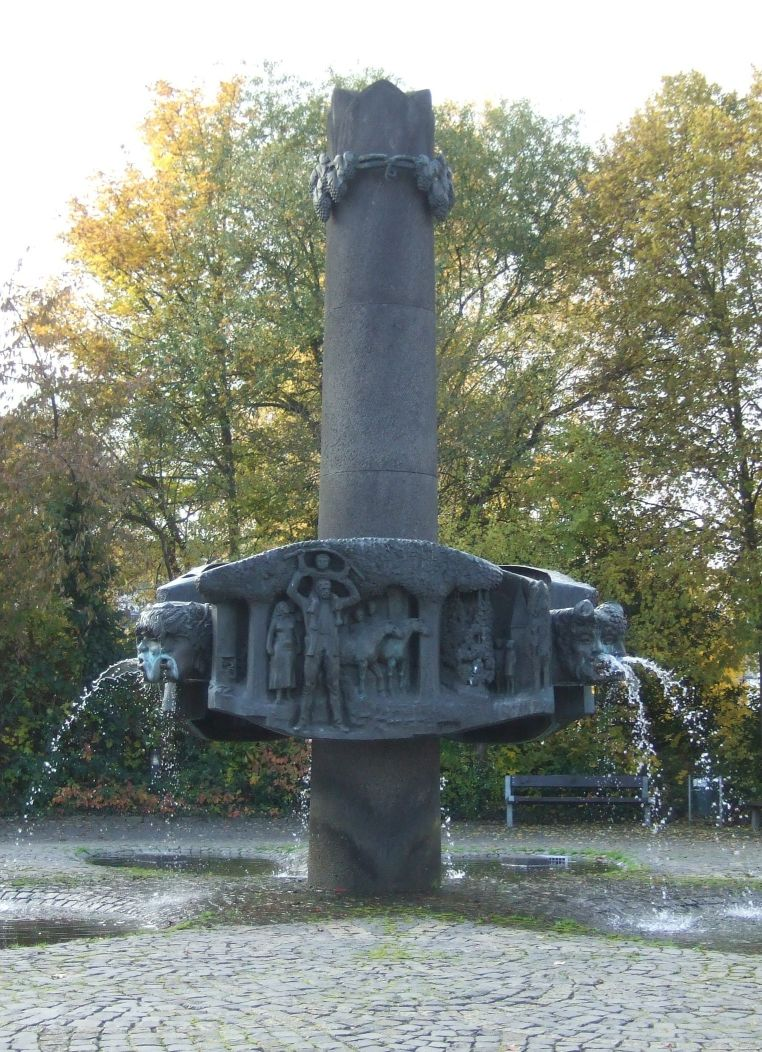
Stefan-Andres-Brunnen in Schweich

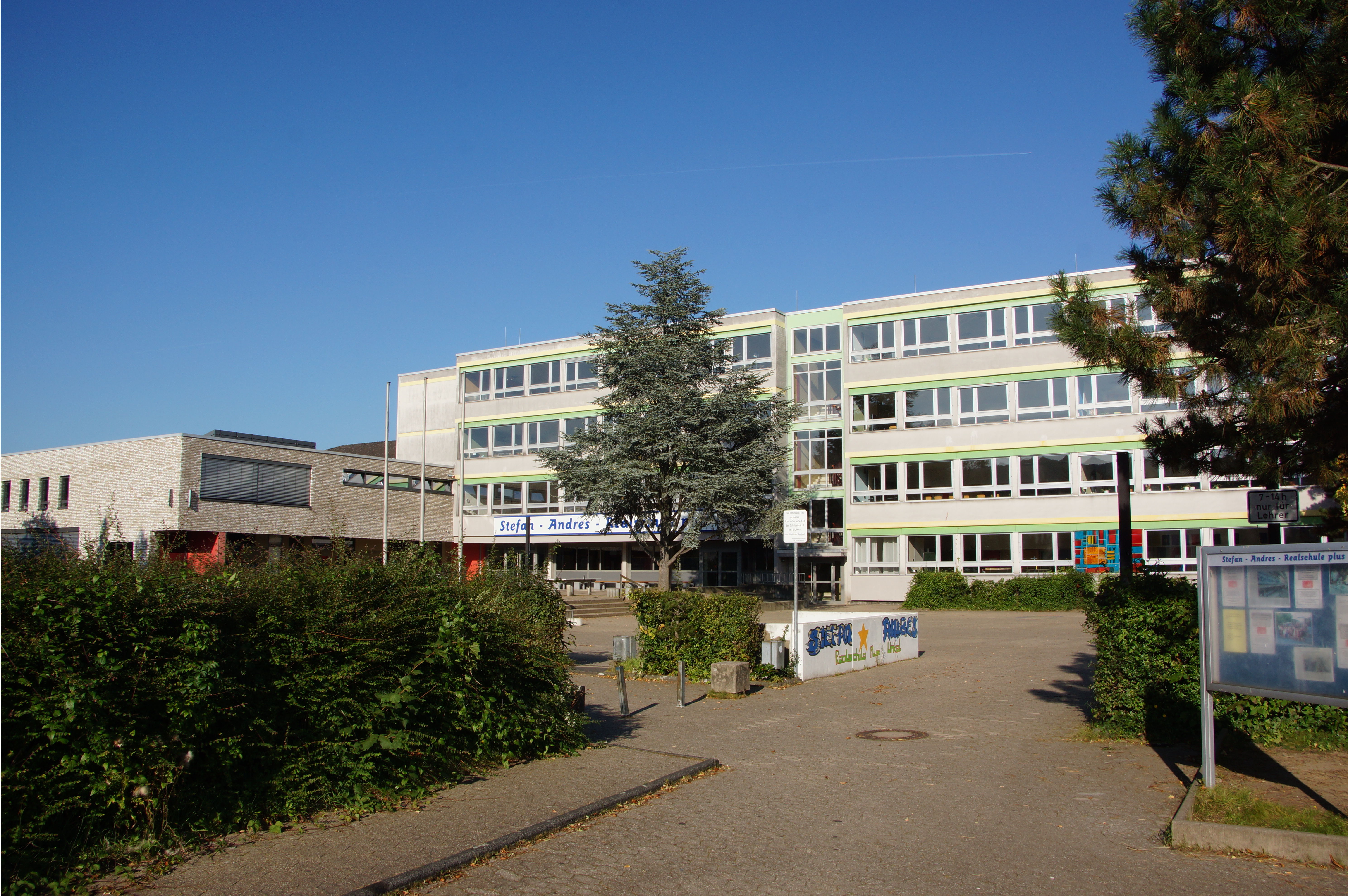
Stefan-Andres-Realschule in Unkel

Andres war das neunte Kind des Müllers Stefan Andres und wuchs die ersten vier Jahre seines Lebens in der Breitwiesmühle bei Dhrönchen an der Mosel auf. 1910 zog die Familie nach Schweich, weil sie wegen des Baus der Dhrontalsperre ihre Mühle aufgeben musste. Andres besuchte das zum Orden der Redemptoristen gehörende Gymnasium Collegium Josephinum, das vor dem Ersten Weltkrieg seinen Sitz in Vaals hatte.
Im Herbst 1920 verließ der Klosterschüler auf Anraten seiner Oberen als Untertertianer das Kolleg und begann 1921 bei den Barmherzigen Brüdern von Maria Hilf in Trier in der Krankenpflege. Schon kurze Zeit später wandte er sich jedoch den Armen-Brüder des hl. Franziskus nahe Aachen zu (23. April 1921 bis 1924). Während dieser Zeit entstanden Andres’ erste dramatische Versuche.
Auch die Armen Brüder boten ihm keine endgültige Heimat und so bereitete sich Andres 1925/26 in Neuss auf das Lehrerexamen vor, das er am 17. März 1926 ablegte. Er wohnte währenddessen in Dormagen und arbeitete außerhalb der Examensvorbereitungen an einer geschlossenen Anstalt für Fürsorgezöglinge. Noch ein weiteres Mal versuchte er es mit dem klösterlichen Leben und trat in das Noviziat des Kapuzinerordens am Inrath ein (seit September 1926).
Anfang Januar 1928 übernahm er die Schriftleitung der katholischen Monatszeitschrift Der Marienborn, in der er seine ersten Erzählungen veröffentlichte. Das Bischöfliche Konvikt zu Bensheim bot ihm die Möglichkeit, als Lateinlehrer zu unterrichten; zugleich konnte er sich auf das Abitur vorbereiten, das er schließlich im Februar 1929 ablegte. Er kehrte in sein Elternhaus zurück und es fiel der Entschluss, sich nicht mehr auf das Ziel Theologie zu fixieren.
Er begann ein Studium der Germanistik, Kunstgeschichte und Philosophie, zunächst an der Universität zu Köln, dann an der Friedrich-Schiller-Universität Jena, wo er seine spätere Frau, die Medizinstudentin Dorothee Freudiger, kennenlernte, und schließlich an der Friedrich-Wilhelms-Universität in Berlin, der heutigen Humboldt-Universität zu Berlin. Nachdem sein Buch Bruder Lucifer erschienen und mit einem Stipendium der Abraham-Lincoln-Stiftung belohnt worden war, verwirklichte sich Andres 1932 seinen Traum einer Reise nach Italien und verzichtete auf einen akademischen Abschluss.

### Freier Schriftsteller
Ab 1933 widmete sich Andres ganz der Schriftstellerei. Im nationalsozialistischen Deutschland gelang es dem jungen Autor jedoch nur schwer, Fuß zu fassen. Eine Arbeit beim Kölner Rundfunk unterbrach er nach der Machtergreifung der Nationalsozialisten und zog sich im Frühjahr 1933 mit seiner jüdischen Frau nach Positano in Italien zurück. Für kurze Zeit kehrten beide zurück, bevor Andres 1935 beim Rundfunk gekündigt wurde. Über München siedelte er 1937 mit seiner Familie endgültig nach Positano über. Trotz der Bildung der politischen Achse Deutschland-Italien 1938 blieb Andres in innerer Emigration in Italien. Bis 1949 wohnte und arbeitete er in Positano. Die Stadt Positano benannte die nur zu Fuß erreichbare Straße, in der er damals (angeblich im Haus Nummer 8) wohnte, 1990 Via Stefan Andres.

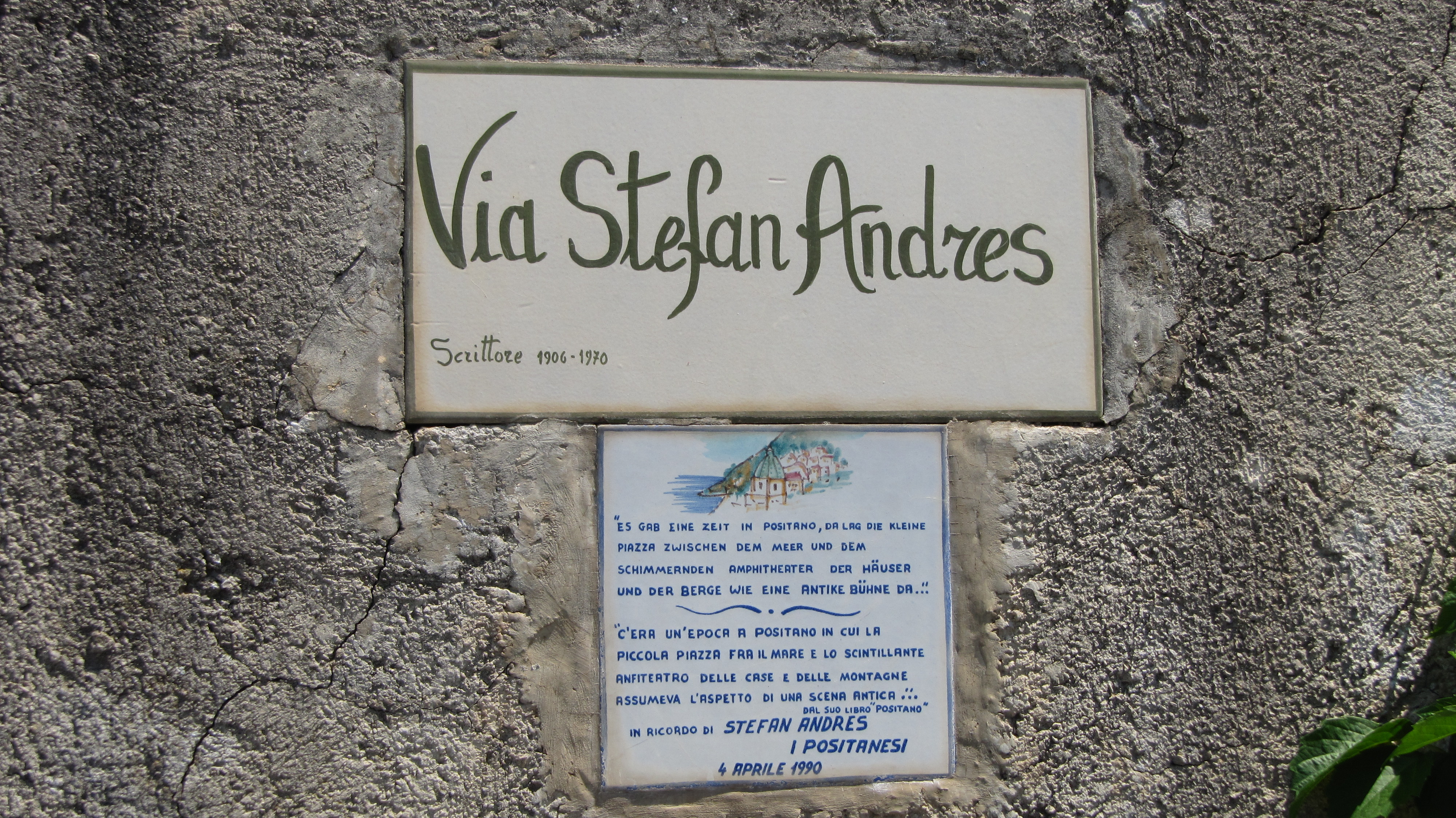
Straßenschild in Positano

1950 kehrte die Familie zurück und ließ sich in Unkel nieder. Die Realschule und der Stefan-Andres-Platz in Unkel wurden nach ihm benannt. Im Jahr seiner Rückkehr nach Deutschland erhielt Andres den Rheinischen Literaturpreis, dem im Laufe der Jahre weitere renommierte Auszeichnungen folgten. Verlegt wurden seine Werke ab 1949 im Piper Verlag (mit dem Verleger Klaus Piper verband ihn eine enge Freundschaft). In den Nachkriegsjahren nahm Andres öffentlich Stellung zu einer Reihe zeitgeschichtlicher und politischer Fragen. So beteiligte er sich an Ostermärschen gegen die Stationierung von US-Raketen in Deutschland und sprach sich wiederholt in Aufsätzen und Reden gegen das Wettrüsten aus. Er setzte sich für eine Verständigung zwischen Ost und West und für die deutsche Wiedervereinigung ein. In dieser Position war Andres Mitherausgeber der Zeitschrift atomzeitalter.
Im Herbst des Jahres 1961 kehrte Andres nach Italien zurück, Ausdruck seiner Enttäuschung über die deutschen Verhältnisse, die nicht seiner Vorstellung eines erneuerten Deutschlands entsprachen. Während des Zweiten Vatikanischen Konzils war Andres’ Haus in Rom ein Treffpunkt für literarische und theologische Persönlichkeiten. Andres’ letzte große Reise führte ihn 1968 nach Asien und in den Orient. Er starb am 29. Juni 1970 in Rom an den Folgen einer Operation. Er wurde, ebenso wie seine 2002 verstorbene Frau, auf dem Campo Santo Teutonico, dem deutschen Friedhof im Vatikan beigesetzt.

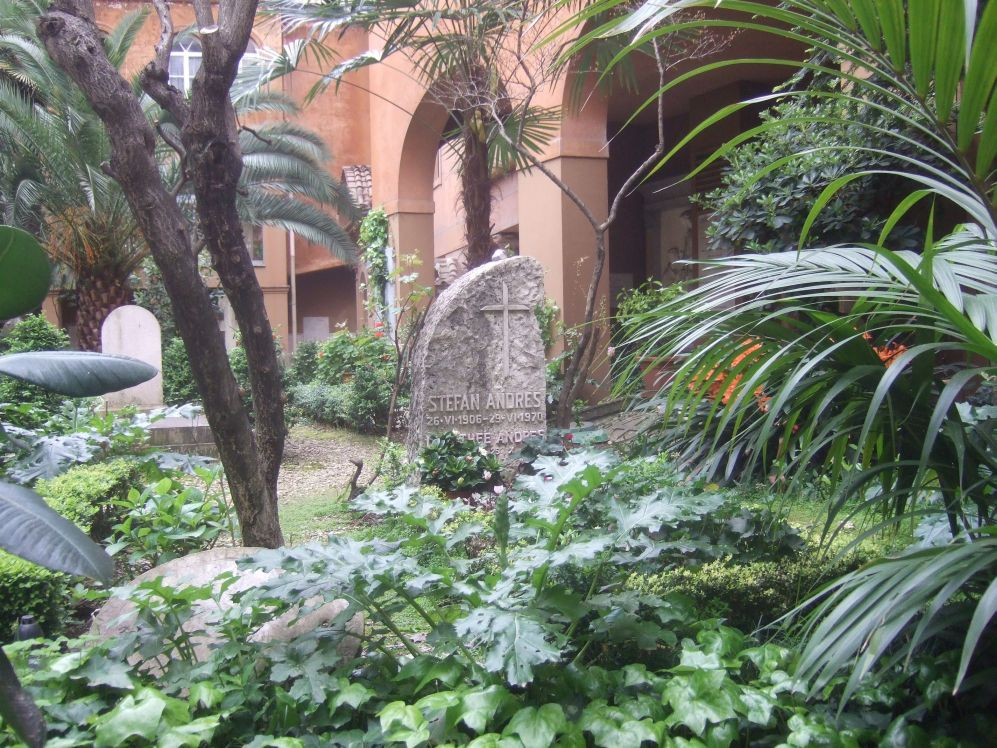
Grab von Stefan und Dorothee Andres auf dem Campo Santo Teutonico

Sein Nachlass befindet sich im Deutschen Literaturarchiv Marbach. Die Stefan-Andres-Gesellschaft bemüht sich seit 1979 um das Andenken des Dichters durch regelmäßig abgehaltene Veranstaltungen, Konferenzen, Lesungen und Diskussionen. Seit 1986 verleiht sie alle drei Jahre den Stefan-Andres-Preis der Stadt Schweich. Zu den Preisträgern zählen unter anderen Arnold Stadler und Christoph Hein.

## Werk
Andres’ Werke standen in Deutschland regelmäßig auf den Bestseller-Listen; die Gesamtauflage seiner Bücher erreichte mehrere Millionen. Mehrere seiner Werke wurden verfilmt, Wir sind Utopia alleine viermal. Stefan Andres’ Dramen gehörten zum Standardrepertoire der deutschen Bühnen.
Andres drückt in seinen Werken eine Form christlichen Existentialismus aus, sein durchgehendes Thema ist die Lebensbewältigung des Menschen zwischen Freiheit und Schuld, meist unter den Bedingungen von Diktatur und Fanatismus, oft dargestellt in Stoffen aus Antike und Mythologie. Seine Christlichkeit ist geprägt von einer humanistischen, zuletzt neuplatonisch geformten und undogmatischen Auslegung des Glaubens.
Seine bekanntesten Werke sind die Novellen El Greco malt den Großinquisitor und Wir sind Utopia. Erstere thematisiert das Verhältnis von Geist und Macht anhand der Konfrontation zweier Gegner der Inquisition mit deren oberstem Vollstrecker. Auch Wir sind Utopia variiert Andres’ Thema der Entscheidung zwischen Schuld und Freiheit: In den Wirren des Spanischen Bürgerkrieges ist ein altes Kloster zum Lager für Kriegsgefangene geworden. Zusammen mit anderen Gefangenen wird der Matrose Paco eingeliefert, der vor zwei Jahrzehnten dieses Kloster verlassen hat und nun wieder in seine alte Zelle zurückkehrt. Die schöne Phantasiewelt Utopia, ein Traumbild seiner Jahre als Mönch, taucht wieder vor ihm auf. Als der Lagerkommandant Pedro von Paco die Absolution für seine Kriegsverbrechen erbittet, bietet sich Paco die Gelegenheit, den Kommandanten zu ermorden und so die gefangenen Kameraden zu befreien. Paco entscheidet sich dafür, seinem einmal gegebenen Gelübde treu zu bleiben und sich nicht auf eine Stufe mit dem Gewalttäter zu begeben.
Typisch für Andres’ Stil sind Handlungswendungen, überlegt angewandte Bildlichkeit und eine knappe, schnörkellose Sprache.

## Auszeichnungen und Ehrungen
- 1933: Preis der Abraham-Lincoln-Stiftung
- 1949: Rheinischer Literaturpreis
- 1949: Mitglied der Deutschen Akademie für Sprache und Dichtung
- 1952: Literaturpreis von Rheinland-Pfalz
- 1954: Großer Kunstpreis von Nordrhein-Westfalen
- 1956: Komturkreuz des Verdienstordens der italienischen Republik
- 1957: Dramatikerpreis der Stadt Oldenburg
- 1959: Großes Verdienstkreuz der Bundesrepublik Deutschland
- 1963: Erster Preis beim Internationalen Dramenwettbewerb von Assisi

## Werke

### Romane
- Das Heilige Heimweh. Originalroman von Paulus Andres. Marienborn, Leipzig 1928/1929.
- Bruder Luzifer. Diederichs, Jena 1932.
- Eberhard im Kontrapunkt. Ein Roman. Staufen, Köln 1933.
- Die unsichtbare Mauer. Diederichs, Jena 1934.
- Der Mann von Asteri. Riemerschmidt, Berlin 1939.
- Die Hochzeit der Feinde. Scientia, Zürich 1947.
- Ritter der Gerechtigkeit. Piper, München 1948.
- Das Tier aus der Tiefe. Piper, München 1949.
- Die Arche. Piper, München 1951.
- Die Liebesschaukel. 1951.
- Der Knabe im Brunnen. Piper, München 1953.
- Die Reise nach Portiuncula. Piper, München 1954.
- Der graue Regenbogen. Piper, München 1959.
- Der Mann im Fisch. Piper, München 1963.
- Der Taubenturm. Piper, München 1966.
- Die Dumme. Piper, München 1969.
- Die Versuchung des Synesios. Piper, München 1971.
- Die Sintflut. Stefan Andres Werke in Einzelausgaben. Hrsg. von John Klapper. Wallstein Verlag, Göttingen 2007.
- Tanz durchs Labyrinth – Lyrik, Drama, Hörspiel. Stefan Andres Werke in Einzelausgaben. Hrsg. von Claude D. Conter. Wallstein Verlag, Göttingen 2012.

### Erzählungen
- Das Märchen im Liebfrauendom. Fünf Märchen für Marienkinder. Bohn, Leipzig 1928. (Als Paulus Andres)
- Der kleine Klunk. Drei Erzählungen. In: Münchner Neueste Nachrichten, 9. Februar 1936, 9. August 1936, 24. November 1936.
- El Greco malt den Großinquisitor. Erzählung. List, Leipzig 1936.
- Vom heiligen Pfäfflein Domenico. Erzählung. List, Leipzig 1936.
- Utz, der Nachfahr. Novelle. Hausen, Saarlautern 1936.
- Moselländische Novellen. (Enthält Die unglaubwürdige Reise des Knaben Titus., Die Vermummten., Der Menschendieb., Gäste im Paradies., Der Abbruch ins Dunkle.) List, Leipzig 1937. (Neuauflage 1949 als Gäste im Paradies. Moselländische Novellen.)
- Das Grab des Neides. Novellen. (Enthält Das Grab des Neides., Hagia Moné., Der Olympische Frieden.) Riemerschmidt, Berlin 1940.
- Der gefrorene Dionysos. Erzählung. Riemerschmidt, Berlin 1943. (Neuauflage 1951 als Die Liebesschaukel. Roman. Piper, München)
- Wir sind Utopia. Novelle. Riemerschmidt, Berlin 1942.
- Wirtshaus zur weiten Welt. Erzählungen. (Enthält Der Weg durch den Zwinger., Sommerliche Elegie., Wirtshaus zur weiten Welt.) Diederichs, Jena 1943.
- Das goldene Gitter. Erzählung. Lüttke, Berlin 1943.
- Die Häuser auf der Wolke. Kindermärchen. Middelhauve, Opladen 1950.
- Das Antlitz. Erzählung. Piper, München 1951.
- Die Rache der Schmetterlinge. Eine Legende. Klemm, Freiburg i. Br. 1953.
- Positano. Geschichten aus einer Stadt am Meer. (Enthält Die beiden Pharaonen., Das Fest der Fischer., Mozzo, mein Faktotum., Die Wohnung der Sabenissimo., Mein Nachbar Michelino., Der Urlaub., Die Himmelsschuhe., Die heilsame Sünde des Don Gianino., Die großen Ferien., Flora., Terrassen im Licht.) Piper, München 1957. (ital. Ausgabe Positano. Storie da una città sul mare, Amalfi, Edizione Mediterraneo 1991).
- Die Verteidigung der Xanthippe. Zwölf Geschichten. (Enthält Das Trockendock., Die Verteidigung der Xanthippe., Der hinkende Gott., Die schwarze Dame., Der Umweg über den Galgen., ,Bitte nach Ihnen!’, Die Brücke von St. Esprit., Die Unterlassungssünde., Der kleine Schlüssel., Fahr mit Gott, Lutka!, Der Tisch., Die doppelte Explosion.) Piper, München 1960.
- Novellen und Erzählungen. (Enthält El Greco malt den Großinquisitor., Die Vermummten., Die unglaubwürdige Reise des Knaben Titus., Das Grab des Neides., Wir sind Utopia., Wirtshaus zur weiten Welt., Das Antlitz., Am Brunnen der Hera.) Piper, München 1962. (Platz 1 der Spiegel-Bestsellerliste vom 8. August bis zum 18. September und vom 26. September bis zum 16. Oktober 1962)
- Das goldene Gitter. Novellen und Erzählungen II. (Enthält Der Mörderbock., Das goldene Gitter., Der Menschendieb., Gäste im Paradies., Der olympische Frieden., Der Weg durch den Zwinger., Die Rache der Schmetterlinge., Die beiden Pharaonen., Amelia.) Piper, München 1964.
- Die Biblische Geschichte. Erzählt von Stefan Andres. Droemer, München/Zürich 1965.
- Noah und seine Kinder. 15 Legenden. Piper, München 1968
- Die große Lüge. Erzählungen. (Enthält Die große Lüge., Bootspartie zu dritt., Die Maschine.) Piper, München 1973.
- Gäste im Paradies. Moselländische Novellen. Stefan Andres Werke in Einzelausgaben. Hrsg. von Hans Wagener. Wallstein Verlag, Göttingen 2008.
- Terrassen im Licht. Italienische Erzählungen. Stefan Andres Werke in Einzelausgaben. (Enthält außer den oben genannten und z. T. bereits gesammelt erschienenen auch noch seinerzeit verstreut veröffentlichte, darüber hinaus einige hier erstmals veröffentlichte Texte mit Italien-Thematik), herausgegeben von Dieter Richter. Wallstein, Göttingen 2009.
- Wir sind Utopia. Prosa aus den Jahren 1933 - 1945. Stefan Andres Werke in Einzelausgaben. Hrsg. von Erwin Rotermund und Heidrun Ehrke-Rotermund unter Mitarbeit von Thomas Hilsheimer. Wallstein Verlag, Göttingen 2010.

### Dramatische Werke
- Der ewige Strom. Oratorium. Musik von Wilhelm Maler. Schott, Mainz und Leipzig 1936.
- Schwarze Strahlen. Kammerspiel. Bloch, Berlin 1938.
- Ein Herz, wie man's braucht. Schauspiel. Fischer, Stockholm und New York 1946.
- Die Söhne Platons. Komödie. Bloch, Berlin 1946 (Neuausgabe 1956 als Die Touristen. Eine burleske Komödie.)
- Tanz durchs Labyrinth. Dramatische Dichtung in fünf Bildern. Piper, München 1948.
- Gottes Utopia. Tragödie. Bloch, Berlin 1949.
- Der Reporter Gottes. Eine Hörfolge in 10 Kapiteln. Knecht, Frankfurt a. M. 1952.
- Wann kommen die Götter? Drama. Bloch, Berlin 1956.
- Sperrzonen. Eine deutsche Tragödie. Bloch, Berlin 1957.
- Sperrzonen. Hörspiel. Hans-Bredow-Institut, Hamburg 1959.
- Vom Abenteuer der Freude. Chorwerk. Musik von Harald Genzmer. Schott, Mainz 1960.

### Lyrik
- Die Löwenkanzel. Staufen, Köln 1933.
- Requiem für ein Kind. Ellermann, Hamburg 1948.
- Der Granatapfel. Oden, Gedichte, Sonette. Piper, München 1950. (Erweiterte Neuausgabe 1976 als Gedichte.)
- Gedichte. Piper, München 1966.

### Autobiographisches und Briefwechsel
- Selbstdarstellung. Autobiographische Skizze. In: Wirrnis und Ewigkeit. Witten (Württemberg) 1934.
- Ein Briefwechsel um Trier. Geführt zwischen Stefan Andres und W. B. [= Wilhelm Bracht]. Trevirensia, Trier 1946.
- Lieber Freund, lieber Denunziant. Briefe. Piper, München 1977.
- Briefwechsel mit Ernst Jünger 1937–1970. Hrsg. von Günther Nicolin. Klett-Cotta, Stuttgart, 2007, ISBN 3-608-93664-5.

### Essays
- Innere Emigration. In: Innere Emigration. Hg. von Willy Sternfeld. Leutze, Rudolstadt 1946.
- An einen Staatssklavenbildner. Der Fall Johannes R. Becher. in: Der Monat 29/1951, S. 487 ff.
- Von der Würde des Schriftstellers. In: Deutsche Rundschau, 7/1954, S. 698 ff.
- Daran glaube ich. in: Kristall (Hamburg) 16/1955.
- Bild und Maßstab. in: Was halten Sie vom Christentum? Hg. von Karlheinz Deschner. List 1957, S. 116 ff.
- Toleranz. Die Brücke zwischen Wahrheit und Freiheit. Oldenburg 1958.
- Nie wieder Hiroshima. Herausgegeben zusammen mit Helmut Gollwitzer u. a. Kaufmann, Lahr 1960.
- Der 20. Juli. Tat und Testament. Klostermann, Frankfurt a. M. 1966.
- Der Dichter in dieser Zeit. Reden und Aufsätze. Piper, München 1974.

### Reise- und Weinbücher
- Italiener. Luken & Luken, Berlin 1943 (Neuauflage 1949 als Umgang mit Italienern. Luken & Luken, Nürnberg)
- Main Nahe(zu) Rhein Ahrisches Saar Pfalz Mosel Lahnisches Weinpilgerbuch. Strüder, Neuwied 1951.
- Die großen Weine Deutschlands. Ullstein, Frankfurt a. M., Berlin/Wien 1960.
- Ägyptisches Tagebuch. Piper, München 1967.
- Die Mosel. Mit Fotos von Hermann Weisweiler. Greven, Köln 1968.